# Cometes cuneatus
Cometes cuneatus là một loài bọ cánh cứng trong họ Cerambycidae.